# Тихвина
Тихвина или Тихвинка (рус. Тихвина, Тихвинка) река је на северозападу европског дела Руске Федерације и лева и највећа притока реке Селижаровке, и део басена реке Волге и Каспијског језера. Протиче преко источног дела Селижаровског рејона на западу Тверске области.
Извире у мочварном подручју на крајњем истоку Селижаровског рејона. До половине тока тече у смер запада, а потом до ушћа скреће ка северозападу. Укупна дужина водотока је 36 km, а површина сливног подручја је 444 km².
Најважније притоке су Дедуша (24 km) са леве и Жилинка (15 km) са десне стране.